# NASA Helios
NASA Helios (NASA Helios Prototype — лётный прототип «Ге́лиос», выпущенный по программе НАСА) — экспериментальный беспилотный летательный аппарат, использующий для работы энергию солнечных батарей и топливных энергетических ячеек.
Четвёртый и последний прототип, построенный в рамках последовательно развивавшейся серии беспилотных летательных аппаратов, был разработан на основе предшествующих моделей — NASA Pathfinder и NASA Centurion. Компания AeroVironment, Inc. разрабатывала данную серию в рамках программы Environmental Research Aircraft and Sensor Technology (ERAST) под эгидой НАСА. Программа была нацелена на разработку технологий создания «атмосферных спутников» — высотных летательных аппаратов, способных к длительному нахождению в воздухе, и предназначенных для выполнения функций, схожих с функциями искусственных спутников земли. В частности, предполагалось их использование для исследования процессов в атмосфере, а также в качестве ретрансляторов для систем связи.

## История

### Постройка и испытания
NASA Helios был изготовлен на базе предыдущей конструкции — NASA Centurion, путём добавления шестой 12-метровой секции крыла и пятой стойки шасси. Он стал четвёртым прототипом в серии самолётов — демонстраторов технологий, выполненных по схеме летающего крыла и питающихся от солнечных элементов. Увеличение крыла по сравнению с предшественниками позволяло разместить солнечные батареи большей площади, и, тем самым, обеспечить достаточную мощность для планируемых экспериментальных полётов на солнечной тяге. Первый полёт прототипа состоялся 8 сентября 1999 года.
При постройке прототипа планировалось достижение двух различных целей: 1) обеспечение устойчивого полёта на высоте около 30 000 м и 2) обеспечение полёта в течение не менее, чем 24 часов, из которых по крайней мере 14 часов аппарат должен был находится на высоте не ниже 15 000 м. С этой целью Helios мог настраиваться в двух различных конфигурациях:
- HP01 — конфигурация, ориентированная на достижение максимальной высоты, использовала для питания двигателей сочетание солнечных батарей и аккумуляторов.
- HP03 — конфигурация, оптимизированная для достижения максимальной длительности полёта, представляла собой сочетание солнечных батарей, аккумуляторов и водород-воздушных топливных элементов для обеспечения питания в ночное время. В этой конфигурации количество двигателей было снижено с 14 до 10.

Лётные испытания прототипа, проводившиеся во второй половине 1999 года на полигоне центра лётных исследований НАСА имени Хью Л. Драйдена, использовали традиционный пошаговый подход и включали программу полётов на малых высотах с питанием от аккумуляторных батарей. Помимо подтверждения пригодности к использованию длинного крыла и проверки лётных качеств аппарата, в их ходе также производились тестирование и настройка датчиков и аппаратуры управления для планировавшихся в дальнейшем экспериментов на достижение максимальных высоты и длительности полёта.

### Рекорды
13 августа 2001 года, Helios, дистанционно пилотируемый Грегом Кендаллом, достиг высоты 29 524 м, что является действующим на текущий момент мировым рекордом высоты устойчивого горизонтального полёта для крылатых летательных аппаратов без реактивных двигателей. Это достижение более чем на 3 400 м превысило предыдущий аналогичный рекорд высоты. Кроме того, самолёт провёл более 40 минут на высоте свыше 29 000 м.

### Авария
26 июня 2003 года, в ходе испытательного полёта, проводившегося в целях проверки систем дистанционного управления для намеченных на следующий месяц испытаний на максимальную длительность нахождения в воздухе, прототип NASA Helios разрушился и упал в Тихий океан примерно в 16 км к западу от Гавайского острова Кауаи.
Прогноз погоды, сделанный утром в день аварии, указывал, что погодные условия находились в рамках пригодных для совершения полёта. Однако, непосредственно перед намеченным полётом, служба синоптиков определила погоду как «лётную, но очень плохую». Одной из главных проблем была пара зон сдвига ветра у побережья острова. Вылет был отложен на некоторое время, но не отменён, несмотря на отсутствие улучшений погоды. После взлёта Helios провёл больше времени, чем ожидалось, в зоне низкой турбулентности на подветренной стороне Кауаи, так как он набирал высоту медленнее, чем обычно. Такое поведение аппарата было обусловлено значительной облачностью, что снизило отдачу солнечных батарей и вызвало падение мощности двигателей.
Самолёт поднялся на высоту около 850 м, и затем, как сказано в отчёте о расследовании аварии:
 …приблизительно через 30 минут полёта, попал в зону сильной турбулентности и принял «незапланированную устойчивую конфигурацию с сильным изгибом крыльев». В результате такой формы крыла, аппарат стал неустойчив в большом диапазоне углов атаки, что вызвало колебания скорости набегающего воздушного потока, с пиковыми значениями, превышающими номинальные примерно вдвое. Вследствие превышения конструкционной скорости воздушного потока, и вызванных этим высоких динамических нагрузок на переднюю кромку крыла, произошло разрушение обшивки верхней плоскости крыла и отрыв расположенных на ней солнечных панелей. Аппарат упал в океан в пределах зоны испытательных полётов и полностью разрушился. Большая часть элементов конструкции была поднята из воды, за исключением блока водородно-воздушных топливных элементов и двух из десяти двигателей, которые затонули в океане.
Отчёт о расследовании указывает на две основных причины произошедшего:
- Отсутствие адекватных методов анализа обусловило неточную оценку последствий вносимых изменений, что привело к использованию конфигурации, крайне чувствительной к внешним воздействиям.
- Изменение конфигурации аппарата, обусловленное задачами выполняемой программы и технологическими ограничениями, привело к значительному перераспределению масс без изменений конструкции, что снизило надёжность и уровень безопасности.[3]

## Конструкция
NASA Helios — сверхлегкий летательный аппарат, выполненный по схеме летающего крыла. Большая часть конструкции была изготовлена из композитных материалов — углеродного волокна, эпоксидных смол, арамидных нитей, пенопласта и тонкой прозрачной пластиковой плёнки.
Геометрические параметры крыла аппарат унаследовал от своих предшественников — NASA Pathfinder и NASA Centurion. Хорда крыла — 2,4 м, толщина профиля составляла 290 мм (относительная толщина — 12 %) и была неизменной по всей его длине. Задняя кромка крыла имела небольшой изгиб профиля вверх, что обеспечивало улучшение его несущей способности при малых скоростях. Основу конструкции крыла составлял трубчатый лонжерон, выполненный из углеродного волокна, дополнительно усиленный в верхней и нижней части сечения волокнами Nomex и кевлара, для компенсации вертикальных изгибающих усилий, возникающих на крыле во время полёта. Нервюры также изготавливались из углепластика (углеродное волокно и эпоксидная смола), передняя кромка крыла содержала пенопластовый заполнитель. В качестве обшивки использовалась прозрачная пластиковая плёнка.
Размах крыльев прототипа — около 75 метров, превышал аналогичные характеристики крупнейших серийных самолётов, строившихся в США — военно-транспортного C-5 (67,88 м) и гражданского Boeing-747 (от 59,6 до 68,5 м у различных модификаций). Площадь крыла составила 183.6 м², что обеспечило при взлетной массе 726 кг нагрузку 3,95 кг/м². Крыло собиралось из шести 12-метровых секций, в месте соединения которых к нему подвешивались гондолы — обтекатели шасси. Концевые секции крыла были отклонены от горизонтали на 10° вверх, для придания самолёту большей поперечной устойчивости. Гондолы изготавливались, в основном, из тех же материалов, что и крыло, неубирающееся шасси состояло из заднего колеса от горного велосипеда и переднего, меньшего диаметра, от скутера. Несколько большая, чем остальные, центральная гондола несла в себе аккумуляторы, батарею топливных элементов, датчики и блоки системы управления.
В движение аппарат приводился 14 (в конфигурации HP01) или 10 (HP03) электродвигателями, мощностью по 1,5 кВт каждый. Питание электродвигателей осуществлялось от аккумуляторов — во время взлёта, а также в течение всего полёта в период первоначальных испытаний. Панели солнечных батарей производства компании SunPower были установлены на верхней плоскости крыла в начале 2000 года, и, обеспечивали двигатели аппарата энергией во время полётов при его дальнейшей эксплуатации. В конфигурации HP03 силовая установка дополнительно оснащалась специально модифицированными коммерческими водород-воздушными топливными элементами для обеспечения питания в ночное время.
Аэродинамические органы управления состояли из отклоняемых поверхностей, расположенных по всей длине задней кромки крыла, управляемых сервомоторами и использовавшихся только для управления по тангажу. Для управления по рысканью использовалось тяга двигателей — для поворота аппарата увеличивались обороты двигателей, расположенных на одной консоли крыла, и уменьшались обороты двигателей на противоположной. В процессе испытаний также была исследована возможность управления посредством тяги двигателей и тангажем. Крыло Helios в полёте имело значительный изгиб, и крайние двигатели оказывались подняты выше, чем расположенные ближе к центру конструкции. При такой конфигурации увеличение тяги крайних двигателей обеспечивало уменьшение тангажа и заставляло идти аппарат вниз, а увеличение тяги средних двигателей увеличивало тангаж и обеспечивало набор высоты.

## Летно-технические характеристики
|                                 | Pathfinder                      | Pathfinder-Plus                 | Centurion                       | Helios HP01                              | Helios HP03                                                  |
| ------------------------------- | ------------------------------- | ------------------------------- | ------------------------------- | ---------------------------------------- | ------------------------------------------------------------ |
| Длина, м                        | 3.6                             | 3.6                             | 3.6                             | 3.6                                      | 5.0                                                          |
| Хорда крыла, м                  | 2.4                             | 2.4                             | 2.4                             | 2.4                                      | 2.4                                                          |
| Размах крыла, м                 | 29.5                            | 36.3                            | 61.8                            | 75.3                                     | 75.3                                                         |
| Удлинение крыла                 | 12                              | 15                              | 26                              | 30.9                                     | 30.9                                                         |
| Аэродинамическое качество       | 18                              | 21                              | ?                               | ?                                        | ?                                                            |
| Скорость, км/ч                  |                                 |                                 | 27-33                           | 30.6-43.5                                | ?                                                            |
| Макс. достигнутая высота, м     | 21 802                          | 24 445                          | н/д                             | 29 524                                   | 19 812                                                       |
| Масса пустого, кг               | ?                               | ?                               | ?                               | 600                                      | ?                                                            |
| Максимальная взлетная масса, кг | 252                             | 315                             | 862                             | 929                                      | 1 052                                                        |
| Полезная нагрузка, кг           | 45                              | 67,5                            | 45-270                          | 329                                      | ?                                                            |
| Двигатели                       | электрические, 1.5 кВт каждый   | электрические, 1.5 кВт каждый   | электрические, 1.5 кВт каждый   | электрические, 1.5 кВт каждый            | электрические, 1.5 кВт каждый                                |
| Количество двигателей           | 6                               | 8                               | 14                              | 14                                       | 10                                                           |
| Источники питания               | аккумуляторы, солнечные батареи | аккумуляторы, солнечные батареи | аккумуляторы, солнечные батареи | литиевые аккумуляторы, солнечные батареи | литиевые аккумуляторы, топливные элементы, солнечные батареи |
| Установленная мощность СБ, кВт  | 7.5                             | 12.5                            | 31                              | ?                                        | 18.5                                                         |